# سيرجيو غونزالو رودريغيز
سيرجيو غونزالو رودريغيز (بالإسبانية: Sergio Rodríguez Budes) (5 يناير 1985 بمونتفيدو في الأوروغواي - ) هو لاعب كرة قدم أوروغواني في مركز الدفاع. شارك مع منتخب الأوروغواي تحت 20 سنة لكرة القدم. أما مع النوادي، فقد لعب مع أتليتيكو توكومان وانيستتوتو وتيغري وروزاريو سنترال وكيلمس ومونتيفيديو واندررز ونادي أتليتيكو بيلغرانو ونادي بني ياس ونادي دانوبيو ونادي مكابي تل أبيب واتحاد مكابي تل أبيب ‏.

## وصلات خارجية
- سيرجيو غونزالو رودريغيز على موقع إي إس بي إن إف سي (الإنجليزية)
- سيرجيو غونزالو رودريغيز على موقع قاعدة بيانات كرة القدم.إي يو (الإنجليزية)
- سيرجيو غونزالو رودريغيز على موقع Soccerway.com (الإنجليزية)